# Аван (Хабаровский край)

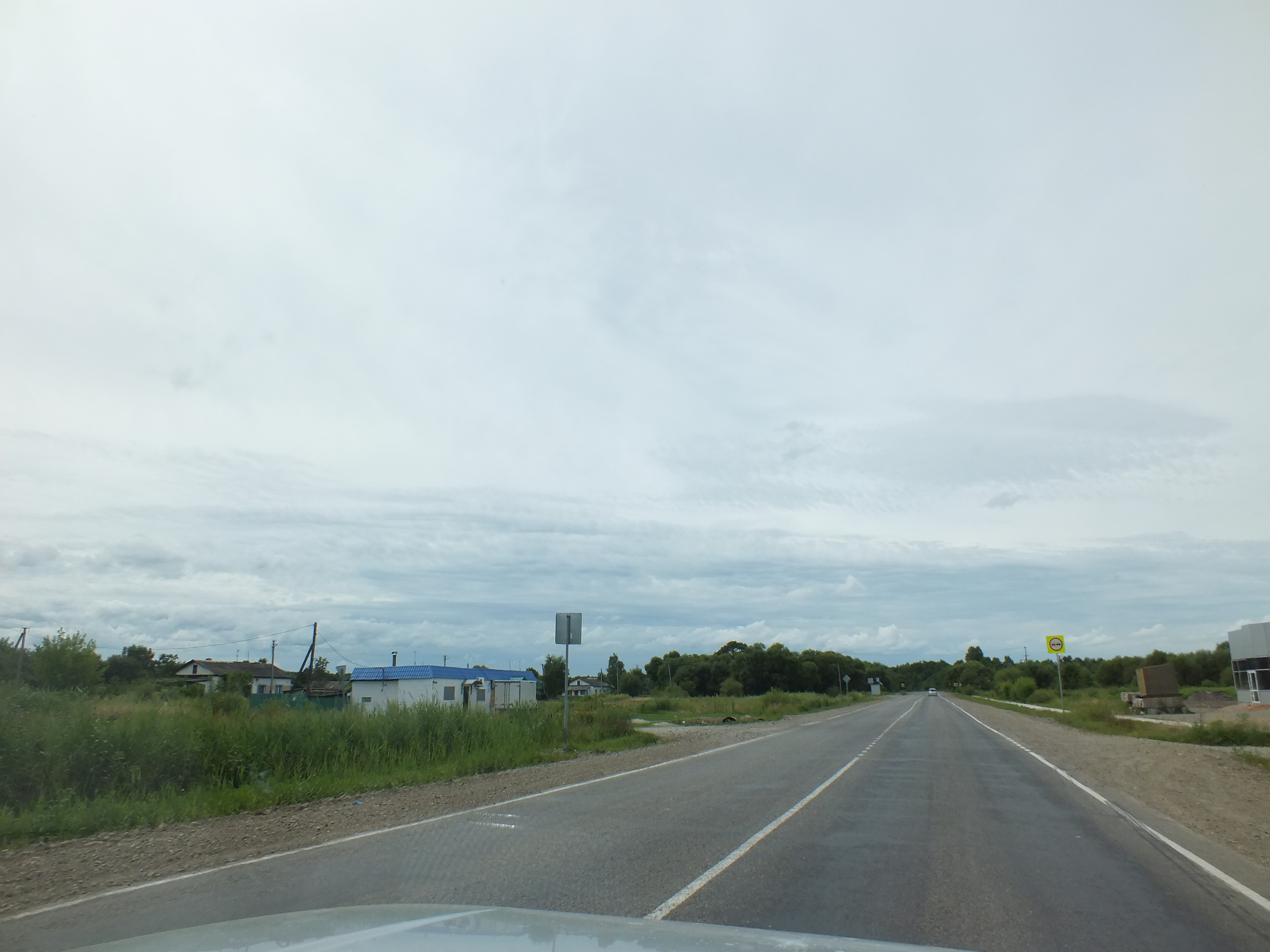
Село Аван, на автотрассе «Уссури».

Ава́н — село в Вяземском районе Хабаровского края России.

## География
Село Аван расположено в 10 км к югу от административного центра района города Вяземский. Стоит на автотрассе «Уссури».
На юго-запад от села Аван идёт дорога к селу Венюково.

## История
Основано как посёлок при полустанке 8661 км, который затем был переименован в Разъезд Ворошиловский, в 1936 году Разъезд Ворошиловский был переименован в Разъезд Аван и также именовался посёлок Аван. Год образования точно не установлен.
Село Аван было основано в тридцатых годах XX века. Основным предприятием был кирпичный завод, изготовлявший и реализовавший свою продукцию на строительство жилых домов, административных зданий и предприятий. Железная дорога послужила благоприятным фактором для основания предприятия. Поскольку первыми рабочими на предприятии были ссыльные, точная дата образования села неизвестна. В 50-е годы на территории Авана создается луго-мелиоративная станция, которая реорганизуется в МТС, затем в РТС и в 1961 году создаётся Совхоз «Соболевский» При переходе к рыночной экономике совхоз был реорганизован в ТОО «Соболевское», затем в ОАО «Соболево», а в настоящее время носит название ООО «Агро-Бизнес».

## Население
| 1992 | 2002 | 2010 | 2011 | 2012 | 2013 | 2014 |
| ---- | ---- | ---- | ---- | ---- | ---- | ---- |
| 765  | ↗768 | ↘760 | ↘759 | ↘742 | →742 | ↘727 |
| 2015 | 2016 | 2017 | 2018 | 2019 | 2020 | 2021 |
| ↗731 | ↘722 | ↗723 | ↘714 | ↗715 | ↘693 | ↘626 |

## Образование
- МБДОУ «Детский сад»
- МБОУ «Средняя общеобразовательная школа с. Аван»

## Инфраструктура
- Железнодорожная станция Аван